# Liste der Bodendenkmale in Linsburg
In der Liste der Bodendenkmale in Linsburg sind die Bodendenkmale der niedersächsischen Gemeinde Linsburg aufgeführt. Die Quelle ist der Denkmalatlas Niedersachsen. 

Linsburg im Landkreis Nienburg

Der Stand der Liste ist der 14. Januar 2025.

## Allgemein
In den Spalten finden sich folgende Informationen des Bodendenkmales:
| Lage         | geographische Koordinaten                                                           |
| Bezeichnung  | Bezeichnung lt. Denkmalatlas                                                        |
| Beschreibung | Beschreibung lt. Denkmalatlas                                                       |
| ID           | Objekt-ID                                                                           |
| Bild         | Bild, ggf. zusätzlich mit Link zu weiteren Fotos im Medienarchiv Wikimedia Commons. |

## Linsburg
| Lage                        | Bezeichnung               | Beschreibung | ID       | Bild           |
| --------------------------- | ------------------------- | --- | -------- | -------------- |
| 52° 34′ 11″ N, 9° 21′ 5″ O  | Linsburg 5, Grabhügel     | Durchmesser ca. 21 m und Höhe ca. 1,3 m, annähernd rund, von Schneise überzogen und etwas zerfahren, große Kuppenmulde. | 36262839 | BW             |
| 52° 34′ 29″ N, 9° 20′ 39″ O | Linsburg 6, Großsteingrab | Noch 4 Findlinge obertägig sichtbar, die keine Rekonstruktion ermöglichen. AMS-Datierungen an Holzkohlen aus Feuerstelle und kohlehaltigen Schicht jeweils unter einem der Steine sowie aus einer Grube erbrachten für erstere eine neuzeitliche Datierung (17.-20. Jh.) und für die Grube eine mittelalterliche (etwa 10. Jh.). Darin spiegelt sich also allenfalls eine Nachnutzung bzw. die Zerstörung für eine anderweitige Nutzung der Steine. | 36262901 | Weitere Bilder |

### Linsburg 17
- ID:36293285
- Gruppe von 12 Grabhügeln mit 10 – 20 m Dm. und 0,6 – 1,6 m H.

| Lage                        | Bezeichnung | Beschreibung | ID       | Bild |
| --------------------------- | ----------- | --- | -------- | ---- |
| 52° 33′ 57″ N, 9° 20′ 26″ O | Linsburg 17 | Durchmesser ca. 12 m und Höhe ca. 0,7 m, Pflugspuren. | 33671288 | BW   |
| 52° 33′ 57″ N, 9° 20′ 26″ O | Linsburg 18 | Durchmesser ca. 12 m und Höhe ca. 0,7 m, durch Pflugspuren gestört.                                                                                            | 33671307 | BW   |
| 52° 33′ 56″ N, 9° 20′ 27″ O | Linsburg 19 | Durchmesser ca. 10 m und Höhe ca. 0,5 m. Über den Hügel verläuft ein Waldweg.                                                                                  | 33671340 | BW   |
| 52° 33′ 59″ N, 9° 20′ 32″ O | Linsburg 20 | Durchmesser ca. 11 m und Höhe ca. 0,7 m, Oberfläche durch Fahrzeugspuren gestört.                                                                              | 33671198 | BW   |
| 52° 33′ 59″ N, 9° 20′ 31″ O | Linsburg 21 | Durchmesser ca. 15 m und Höhe ca. 1 m, am Rand eine alte Eingrabung.                                                                                           | 33671226 | BW   |
| 52° 33′ 59″ N, 9° 20′ 30″ O | Linsburg 22 | Durchmesser ca. 11 m und Höhe ca. 0,6 m. | 33671245 | BW   |
| 52° 33′ 56″ N, 9° 20′ 29″ O | Linsburg 23 | Durchmesser ca. 11 m und Höhe ca. 0,8 m, Oberfläche gestört.                                                                                                   | 33544470 | BW   |
| 52° 33′ 55″ N, 9° 20′ 29″ O | Linsburg 24 | Durchmesser ca. 15 m und Höhe ca. 0,6 m, Kuppe abgeflacht und Störung am südlichen Rand.                                                                       | 36292965 | BW   |
| 52° 33′ 57″ N, 9° 20′ 28″ O | Linsburg 25 | Durchmesser ca. 14 m und Höhe ca. 0,6 m, mit stark strukturierter Kuppe, evtl. durch Windwürfe oder Tierbauten. Tiefe Fahrspuren auf östlichen Drittel.        | 33670965 | BW   |
| 52° 33′ 57″ N, 9° 20′ 31″ O | Linsburg 26 | Durchmesser ca. 15 m und Höhe ca. 1 m, etwas zerwühlt. | 33671130 | BW   |
| 52° 34′ 1″ N, 9° 20′ 32″ O  | Linsburg 29 | Durchmesser ca. 21 m und Höhe ca. 1,6 – 1,7 m, durch Ost-West verlaufenden Weg zu 1/4 abgetragen. In der Mitte eine alte große Eingrabung, sonst gut erhalten. | 39315459 | BW   |
| 52° 34′ 3″ N, 9° 20′ 30″ O  | Linsburg 30 | Durchmesser ca. 11 m und Höhe ca. 0,6 m, annähernd rund, im Süden etwas abgegraben.                                                                            | 39315471 | BW   |